# يو إس إس نيمتز
يو إس إس نيمتز (سي في إن 68) (بالإنجليزية: USS Nimitz (CVN-68))‏ حاملة طائرات أمريكية, من أضخم السفن الحربية في العالم ورائدة حاملات الطائرات فئة نيمتز. سميت على اسم آمر الأسطول الأمريكي في المحيط الهادئ إبان الحرب العالمية الثانية شيستر نيمتز.

## مجموعتها الضاربة
حاملات الطائرات نيمتز هي جزء من مجموعة الحاملة الضاربة 11 ومعها في هذه المجموعة جناح الحاملة الجوي 11, وتعد أيضا سفينة القائد في سرب المدمرات 23 والذي يضم أيضا ست مدمرات وفرقاطة. أما جناح الحاملة الجوي فيضم مقاتلات إف/إيه-18 هورنت وإف/إيه-18إي/إف سوبر هورنت وطائرات غرومان إي أ-6 بي ووإي - 2 هوك آي ومروحيات إس إيتش-60 سي هوك معدلة وناقلات غرومان سي-2 غري هاند للتعزيز السوقي.